# 이광기
이광기(1968년 4월 10일 ~ )는 대한민국의 배우다.

## 생애
본관은 벽진이며, 이총언의 33세손이다.
1985년 KBS 드라마 《해돋는 언덕》에서 배우로 데뷔하였다. 1993년 KBS 《먼동》, 1998년 KBS 《왕과 비》에 출연하였다.
2000년 《태조 왕건》에서 견훤의 아들 신검 역으로 2001년 《KBS 연기대상》 신인상을 수상하였다.
2009년 디지털 싱글인 '웃자웃자'로 가수 활동을 했다.
2014년 정도전에서 하륜 역을 맡아 연기력으로 다시 호평을 받았다.
2015년 동요 『맹꽁이 아빠』를 발표하여 6년 만에 가수로 활동하였다.

## 출연작

### TV 드라마
- 1985년 KBS 《해 돋는 언덕》
- 1988년 KBS 《논픽션 드라마》
- 1990년 MBC 《내 친구 깨치》
- 1992년 KBS 《삼국기》 - 나카노 호헤 역
- 1992년 KBS 《TV 손자병법》
- 1993년 KBS 《먼동》
- 1994년 KBS 《역사의 라이벌》
- 1995년 KBS 《신세대 보고 - 어른들은 몰라요》
- 1995년 KBS 《김구》 - 우곤 역
- 1995년 SBS 《코리아게이트》 - 김오랑 역
- 1996년 KBS 《찬란한 여명》 - 유길준 역
- 1996년 KBS 《전설의 고향》 - 덕대골 편
- 1996년 KBS 《슈팅》 - 한강대학교 축구부원 역
- 1998년 KBS 《왕과 비》 - 의경세자(도원군, 이장) 덕종 역
- 2000년 KBS 《태조 왕건》 - 신검 역
- 2002년 KBS《제국의 아침》 신검 역
- 2002년 SBS 《야인시대》 - 이억일 역
- 2002년 KBS 《언제나 두근두근》
- 2002년 MBC 베스트극장
- 2002년 KBS 《드라마시티 - 내시의 妻》 - 암덕 역
- 2002년 KBS 《장희빈》 - 홍치상 역
- 2003년 iTV 시트콤 러브러브 - 이광기 역
- 2003년 KBS 《드라마시티 - 못말리는 시동생》 - 용진 역
- 2003년 KBS 《드라마시티 - 미친 남자 강성만》 - 민식 역
- 2003년 KBS 《무인시대》 - 지눌국사 역
- 2004년 KBS 《달래네 집》 - 이광기 역
- 2005년 SBS 《하노이 신부》
- 2008년 KBS 《대왕 세종》
- 2010년 KBS 《사랑하길 잘했어》
- 2012년 JTBC 《인수대비》 - 안평대군 역
- 2014년 KBS 《정도전》 - 하륜 역
- 2014년 KBS 《KBS 드라마 스페셜 - 그 여름의 끝》 - 김진우 역
- 2015년 KBS 《징비록》 - 고니시 유키나가(소서행장) 역
- 2021년 KBS 《태종 이방원》 - 정도전 역
- 2023년 KBS 《효심이네 각자도생》 - 염진수 역

### 영화
- 2001년 《소름》
- 2002년 《휘파람 공주》
- 2004년 《그녀를 모르면 간첩》
- 2009년 《부산》
- 2016년 《나홀로 휴가》

### 연극
- 《가시고기》 (2011년) - 정호연 역
- 《민들레 바람되어》 (2011년) - 안중기 역
- 《아트》 (2006년) - 규태 역

### 뮤지컬
- 《Oops》(2004년)

### 텔레비전 프로그램
- 1995년 KBS 2TV 《가족오락관》
- 2002년 KBS 2TV 설날특집 《왕건 오락관》
- 2002년 KBS 1TV 《가족오락관》
- 2003년 KBS 2TV 《비타민》
- 2003년 KBS 2TV 《해피투게더》- 게스트(with, 박선영, 박예진)
- 2004년 KBS 1TV 《가족오락관》 - 달래네 집 출연자들과 함께
- 2004년 KBS 2TV 《무한지대 큐!》 MC
- 2004년 KBS 2TV 《TV는 사랑을 싣고》
- 2004년 MBC 《행복주식회사》 - 게스트(with, 윤은혜)
- 2005년 KBS 2TV 《구수한 세상 누룽지》
- 2007년 tvN 《김구라의 위자료 청구소송》 MC
- 2007년 OBS 경인TV 《최진실의 진실과 구라》 패널
- 2008년 MBC 《해피타임》 패널
- 2008년 MBC 《행복주식회사》 - 게스트(with, 이승신)
- 2009년 SBS 《스타 주니어쇼 붕어빵》 패널
- 2010년 11월 9일 YTN 《뉴스N이슈 - 이슈앤피플》 - 게스트
- 2013년 7월 27일 KBS 2TV 《세대공감 토요일》 183회 - 코요태 신지와 함께 출연
- 2015년 6월 9일 SBS 《좋은 아침》 4621회 - 게스트(with, 정성호)
- 2018년 MBC 《미스터리 음악쇼 복면가왕》 - 참가자 (단지 널 사랑해 이렇게 말했지~♬ 캔디가이!)
- 2018년 TV조선 《인생다큐 마이웨이》
- 2020년 KBS 1TV 《아침마당》
- 2020년 6월 13일 MBC 《생방송 행복드림 로또 6/45》 915회 게스트
- 2020년 9월 9일 채널A 《행복한 아침》 408회 게스트
- 2021년 TV조선 《식객 허영만의 백반기행》 95회 (김원희 편) 특별 출연
- 2021년 MBN 《보이스킹》
- 2021년 KBS 2TV 《굿모닝 대한민국 라이브》
- 2021년 KBS 2TV 《TV는 사랑을 싣고》
- 2023년 MBC 《황금어장 라디오스타》
- 2023년 MBN 《임성훈의 스타 유전자 X파일》 MC

### 라디오 프로그램
- 2008년 KBS HAPPY FM 《이광기, 김현숙의 네시엔》

## 음반
- 《웃자웃자》(2009년)
- 《맹꽁이 아빠》(2015년)

## 경력
- 2005년 3월부터 서울종합예술전문학교 연기예술부문 겸임교수로 활동하고 있다.

## 가족 관계
- 배우자: 박지영
  - 장녀: 이연지 (1999년 ~ )
  - 사위: 정우영 (1999년 ~ )
  - 장남: 이석규 (2003년 8월 25일 ~ 2009년 11월 8일[2])
  - 차남: 이준서 (2012년 ~ )

## 같이 보기
- 최수종
- 정태우
- 김구라
- 송일국
- 김명철
- 김영호